# Main Event der World Series of Poker 2001
Das Main Event der World Series of Poker 2001 war das Hauptturnier der 32. Austragung der Poker-Weltmeisterschaft in Las Vegas.

## Turnierstruktur
Das Hauptturnier der World Series of Poker in No Limit Hold’em startete am 14. Mai und endete mit dem Finaltisch am 18. Mai 2001. Ausgetragen wurde das Turnier im Binion’s Horseshoe in Las Vegas. Die insgesamt 613 Teilnehmer mussten ein Buy-in von je 10.000 US-Dollar zahlen, für sie gab es 45 bezahlte Plätze.

## Deutschsprachige Teilnehmer
Folgende deutschsprachige Teilnehmer konnten sich im Geld platzieren:
| Platz | Herkunft    | Spieler            | Preisgeld (in $) |
| ----- | ----------- | ------------------ | ---------------- |
| 07    | Deutschland | Henry Nowakowski   | 179.825          |
| 38    | Deutschland | Alexander Dietrich | 020.000          |

## Finaltisch

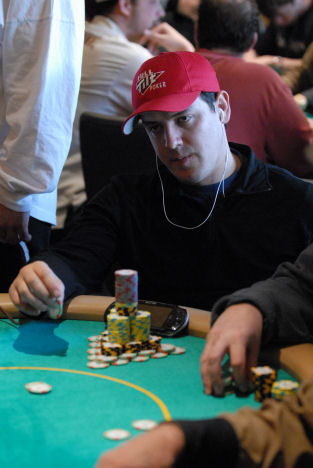
Carlos Mortensen (2007)

Der Finaltisch wurde am 18. Mai 2001 erstmals mit neun statt zuvor nur sechs Spielern ausgespielt. In der finalen Hand gewann Mortensen mit K♣ Q♣ gegen Tomko mit A♠ A♥. Mit Henry Nowakowski saß erstmals ein deutscher Spieler am Finaltisch. Sein siebter Platz ist die drittbeste Platzierung, die ein Deutscher beim Main Event erreichte.
| Platz | Herkunft           | Spieler          | Preisgeld (in $) |
| ----- | ------------------ | ---------------- | ---------------- |
| 1     | Spanien            | Carlos Mortensen | 1.500.000        |
| 2     | Vereinigte Staaten | Dewey Tomko      | 1.098.925        |
| 3     | Vereinigte Staaten | Stan Schrier     | 0.699.315        |
| 4     | Vereinigte Staaten | Phil Gordon      | 0.399.610        |
| 5     | Vereinigte Staaten | Phil Hellmuth    | 0.303.705        |
| 6     | Vereinigte Staaten | Mike Matusow     | 0.239.765        |
| 7     | Deutschland        | Henry Nowakowski | 0.179.825        |
| 8     | Vereinigte Staaten | Steve Riehle     | 0.119.885        |
| 9     | Vereinigte Staaten | John Inashima    | 0.091.910        |